# Sageretia theezans
Espèce
Classification phylogénétique
Sageretia theezans est une espèce de plantes à fleurs de la famille des Rhamnacées. C'est un arbuste indigène du sud de la Chine. Il est communément utilisé dans l'art du Bonsaï.

## Description
Sageretia theezans peut atteindre une hauteur de 1 à 3 m et ses petites feuilles vertes mesurent 1,5 à 4 cm de long. Le tronc est multicolore et de la texture du vieux cuir.
Il est sempervirent et ses fleurs sont petites et sans éclat.
Son fruit, comestible, est une petite drupe de 1 cm.

## Synonyme
S. thea